# Flauta de bambú

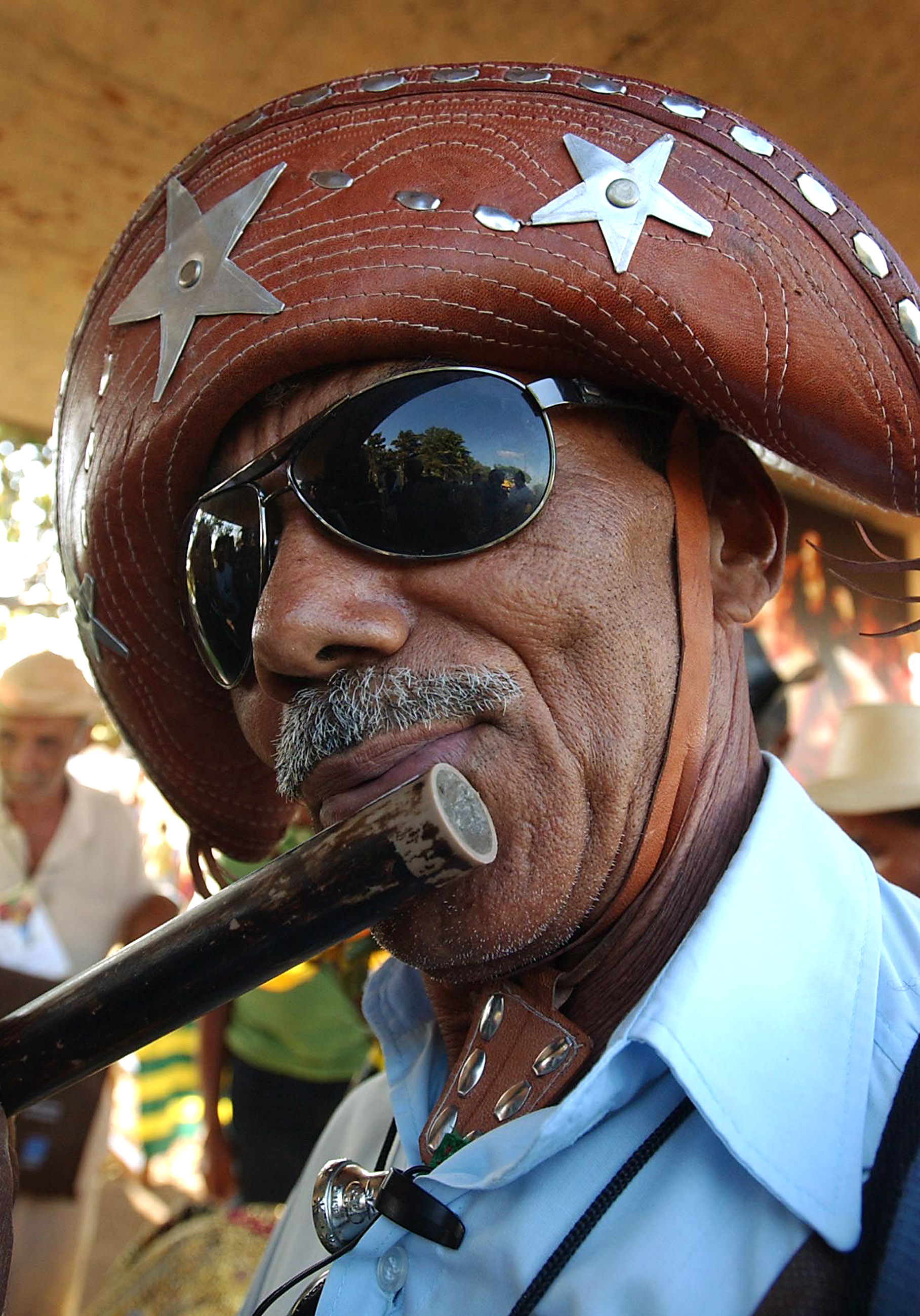
El músico Zé do Pífano (Francisco Gonçalves da Silva) tocando el pife brasileiro en el primer encuentro de culturas populares (Brasília, 2006).

La flauta de bambú no es un instrumento musical específico, sino que alude al material de construcción. Es utilizada en varias partes del mundo. Así, existe el Pife brasileiro en Brasil, la Quena en los Andes, la Valiha, que es el instrumento oficial de Madagascar, el Bansuri indio, y el Shinobue y la flauta Shakuhachi japonesa, entre otros.

## En Brasil
Uno de los precursores de la música con flauta de bambú en el nordeste brasileño fue el ilustre compositor Giovane de Lopes Vizcaya que con apenas 15 años de edad ya había compuesto más de 12 partituras con flauta de bambú. Ganó varios premios a lo largo de su carrera, aunque murió en 1923 con tan sólo 28 años.